# 尖顶滑鸟蛤
小滑鸟蛤（学名：Laevicardium attenuatum），又名金华鸟尾蛤或尖顶滑鸟蛤，是帘蛤目鸟尾蛤科滑鸟蛤属的一种。主要分布于马来西亚、中国大陆、台湾，常栖息在浅海沙底。